# Station Le Creusot TGV
Station Le Creusot TGV is een spoorwegstation in de Franse gemeente Écuisses op de LGV Sud-Est. Officieel heet het het station van Le Creusot - Montceau - Montchanin naar de drie belangrijkste gemeenten die het bedient. Het TGV-station is in 1981 in gebruik genomen.
Het station ligt op circa 8 km van Le Creusot en circa 17 km van Montceau-les-Mines.